# Књижарство
Књижарство је повезивање теоретских и практичних знања о трговини књигом (у почетку рукописом, а затим штампаном грађом) из аспекта књижевних, социолошких, економских и историјских законитости.

## Почеци и развој књижарства
Можда је најтачније рећи да се књижарство развијало званично од 15. века, иако су се књиге преписивале и продавале још раније јер се тек од 15. века уз проналазак штампарије развијају књижаре и унапређује се начин састављања, паковања и преношења књига. Такође, тек тада се осамостаљују путујући књижари, пошто је у почетку иста особа обављала функције издавача, штампара и књижара.
Следећих сто година почињу да се појављују први сајмови, па се масовније штампају и продају књиге. Дела су у овом периоду наилазила на цензуру и масовно су забрањивани одређени жанрови (на пример еротски), као и књиге које су служиле за ширење идеја које нису одговарале властима тог времена. Овако строго противљење штампању одређених књига је било карактеристично за период апсолутизма.
Већ са јављањем националних и грађанских идеја у 18. и 19. веку почињу да се штампају плакати, леци, огласи за свакодневне потребе (послове на пример), али и друштвено - политичке идеје. Према томе, цензура постаје све слабија. У 19. веку нарочито почиње да се развија слободније књижевно тржиште и то тржиште се све више прилагођава потребама читалаца. Штампа се и продаје све више забавно - поучна књижевност за децу као и популарни романи.